# Provincia de Dornogovi
La aymag de Dornogovi (Дорноговь аймаг) es una de las 21 aymags (provincias) de Mongolia. Está situada en el sur del país, del cual toma una extensión de 109.400 kilómetros cuadrados, para una población total de 50.575 habitantes (datos de 2000). Su capital es Sainshand.
Está clasificado como: Región administrativa (División administrativa de primer orden).